# The New England Journal of Medicine
New England Journal of Medicine (NEJM) je lékařský týdeník vydávaný Massachusettskou lékařskou společností. Patří mezi nejprestižnější recenzované lékařské časopisy a zároveň je nejstarším nepřetržitě vydávaným lékařským časopisem.

## Historie
V září 1811 předložil bostonský lékař John Collins Warren spolu s Jamesem Jacksonem oficiální návrh na založení lékařského a filozofického časopisu New England Journal of Medicine and Surgery and Collateral Branches of Science. Následně v lednu 1812 vyšlo první číslo časopisu New England Journal of Medicine and Surgery and the Collateral Branches of Medical Science. Časopis vycházel čtvrtletně.
Vydavatelé časopisu New England Journal of Medicine and Surgery a Collateral Branches of Medical Science v roce 1828 koupili za 600 dolarů týdeník Intelligencer, čímž obě publikace sloučili do Boston Medical and Surgical Journal a zároveň změnili frekvenci vydávání z čtvrtletníku na týdeník.
V roce 1921 koupila časopis Massachusettská lékařská společnost za 1 americký dolar (v roce 2021 v přepočtu 15 dolarů) a v roce 1928 jej přejmenovala na The New England Journal of Medicine.